# Arco coreano

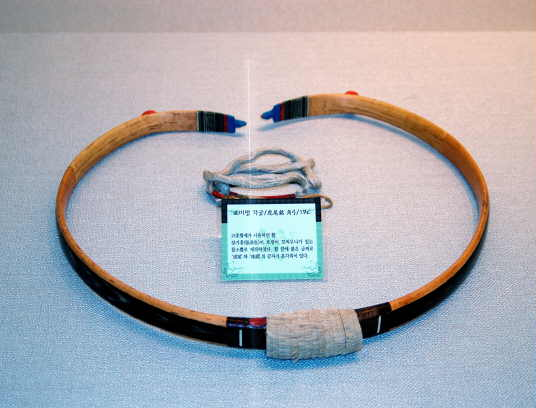
Arco coreano ripiegato.

L'arco coreano (coreano 각궁?, 角弓?, gakgungLR anche 궁술?, 弓術?, gungsulLR o 국궁?, 國弓?, gukgungLR) è la tipologia di arco composito, realizzato con corno di bufalo d'acqua, sviluppatasi in Corea e standardizzata intorno al 1900.

## Storia

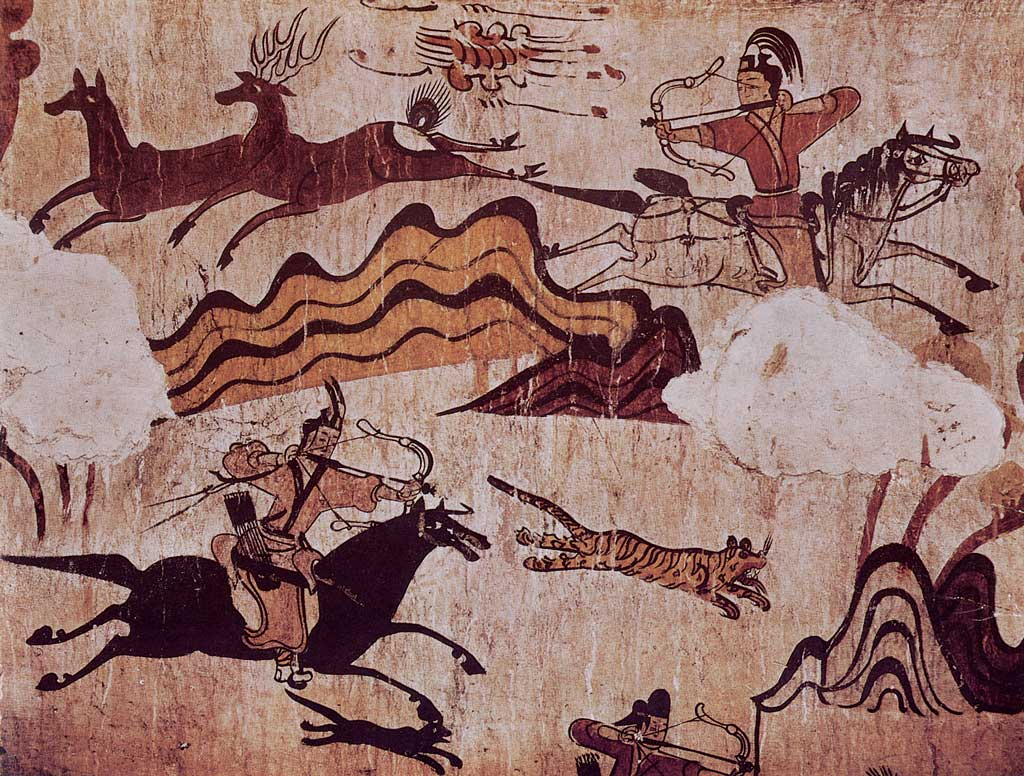
Arcieri a cavallo coreani, V secolo

Fin dal I secolo a.C. in Corea si diffuse l'uso dell'arco quale arma primaria nelle lotte contro gli eserciti della Cina imperiale e le orde di nomadi provenienti dalla steppa dell'Asia centrale. Prova ne è il fatto che, stando alla leggenda, Dongmyeong, primo re di Goguryeo, sarebbe stato un abilissimo arciere.
Soltanto nel XVI secolo, durante le invasioni giapponesi della Corea, gli archi iniziarono ad entrare in disuso per essere sostituiti dalle armi a polvere nera sviluppate sul modello del moschetto.